# Национальная ассамблея Камбоджи
Национа́льная ассамбле́я (кхмер. រដ្ឋសភា) — нижняя палата Парламента Камбоджи.

## История
1 сентября 1946 года в Камбодже прошли первые парламентские выборы в истории, на которых демократы получили большинство мест в законодательном органе.
6 мая 1947 года - Камбоджа была провозглашена конституционной монархией.

## Требования к кандидату в депутаты
Согласно статье 76 Конституции Камбоджи от 1993 года кандидат должен:
- Быть гражданином Камбоджи с рождения
- Быть старше двадцати пяти лет
- Состоять в реестре избирателей

## Комитеты Национальной ассамблеи
- Комитет по правам человека
- Комитет по экономике, финансам, банковской и аудиторской деятельности
- Комитет по планированию, инвестициям, сельскому хозяйству, развитию сельских районов, охраны окружающей среды и водных ресурсов
- Комитет по внутренним делам, национальной обороне, и гражданской службе
- Комитет по иностранным делам, международному сотрудничеству и СМИ
- Комитет по законодательству и юстиции
- Комитет по делам образования, молодежи, спорта, делам религий, культуры и туризма
- Комитет по вопросам здравоохранения, социального обеспечения ветеранов, реабилитации молодежи, труда, профессиональной подготовки и по делам женщин
- Комитет по общественным работам, транспорту, связи, почте, промышленности, торговле, землеустройстве, градостроительстве и строительстве
- Комитет по расследованию и борьбе с коррупцией